# بطولة ليبتون 1997
بطولة ليبتون 1997 هي النسخة ال 13 من بطولة ميامي للماسترز، أجريت في مركز التنس في حديقة كراندون  في ميامي، فلوريدا في الولايات المتحدة من 20 حتى 30 مارس 1997.